# Гулаш, Милан
Милан Гулаш (чеш. Milan Gulaš, род. 30 декабря 1985 года, Ческе-Будеёвице) — чешский хоккеист, центральный и правый нападающий.

## Игровая карьера
Воспитанник клуба «Ческе-Будеёвице», также недолго играл в молодёжной команде «Индиана Айс» (USHL). В Экстралиге выступал за «Ческе-Будеёвице», «Кладно» и «Пльзень». Также на правах аренды играл в низших дивизионах Чехии за «Страконице», «Горацка Славия Тршебич» и «Млада Болеслав».
С января по ноябрь 2013 года выступал в КХЛ за магнитогорский «Металлург». Затем стал игроком клуба шведской хоккейной лиги «Ферьестад». Летом 2017 года вернулся в «Пльзень». В сезоне 2017/18 набрал 61 очко (23 шайбы и 38 передач), что позволило ему стать лучшим бомбардиром Экстралиги. Также был признан лучшим хоккеистом чешского чемпионата 2017/18. 20 февраля 2019 года забросил 5 шайб в ворота «Злина», что является его личным рекордом. Одной шайбы не хватило до повторения рекорда чешской Экстралиги, который принадлежит Петру Чаянеку (6 шайб в ворота «Опавы»). В сезоне 2018/19 Гулаш вновь стал лучшим бомбардиром Экстралиги (62 очка в 51 матче), также впервые в карьере он стал лучшим снайпером чешского чемпионата, забросив 30 шайб. По итогам сезона он был во второй раз подряд признан лучшим хоккеистом Экстралиги.
13 октября 2019 года Гулаш сделал хет-трик в 10-м туре чешского чемпионата в игре с «Пардубице», установив рекорд Экстралиги. Он стал первым хоккеистом, которому удалось забить гол в первых 10-ти стартовых матчах. Гулаш в третий раз подряд стал лучшим бомбардиром чешского чемпионата, при этом он вновь стал лучшим снайпером, установив личный рекорд по заброшенным шайбам за один сезон (35). Также он стал лучшим снайпером Лиги Чемпионов (8 шайб).
Сезон 2020/2021 стал не таким удачным, как предыдущие: 56 очков в 47 матчах. В плей-офф «Пльзень» проиграла в первом же раунде «Оломоуцу», сам Гулаш не набрал ни одного очка в 3-х матчах.
В начале мая 2021 года было объявлено о возвращении Гулаша в родной клуб «Ческе-Будеёвице».
С 2010 по 2020 год ежегодно выступал за сборную Чехии в Евротуре. В 2019 году принял участие в чемпионате мира: чешская сборная заняла 4 место, а сам Гулаш набрал 3 очка (1+2) в 6 матчах.

## Достижения
- Серебряный призёр чемпионата Швеции 2014
- Бронзовый призёр чемпионата Чехии 2008 и 2019
- Лучший хоккеист, ассистент (38 передач) и бомбардир (61 очко) Экстралиги 2018
- Лучший хоккеист, снайпер (30 шайб) и бомбардир (62 очка) Экстралиги 2019
- Лучший снайпер (35 шайб) и бомбардир (76 очков) Экстралиги 2020
- Лучший снайпер (8 шайб) Лиги Чемпионов 2020

## Статистика
Обновлено на конец сезона 2020/2021
- Экстралига — 616 игр, 503 очка (230 шайб + 273 передачи)
- Шведская лига — 207 игр, 157 очков (67+90)
- КХЛ — 33 игры, 10 очков (6+4)
- Сборная Чехии — 54 игры, 18 очков (5+13)
- Лига чемпионов — 34 игры, 35 очков (21+14)
- Всего за карьеру — 944 игры, 723 очка (329+394)